# Lillgryten
Lillgryten är en sjö i Köpings kommun i Västmanland och ingår i Norrströms huvudavrinningsområde. Sjön har en area på 0,168 kvadratkilometer och ligger 77 meter över havet.

## Delavrinningsområde
Lillgryten ingår i det delavrinningsområde (659983-151056) som SMHI kallar för Vid mätstation Odensvibron 2. Medelhöjden är 56 meter över havet och ytan är 52,85 kvadratkilometer. Räknas de 5 avrinningsområdena uppströms in blir den ackumulerade arean 110,21 kvadratkilometer. Kölstaån som avvattnar avrinningsområdet har biflödesordning 4, vilket innebär att vattnet flödar genom totalt 4 vattendrag innan det når havet efter 146 kilometer. Avrinningsområdet består mestadels av skog (61 procent) och jordbruk (27 procent). Avrinningsområdet har 0,16 kvadratkilometer vattenytor vilket ger det en sjöprocent på 0,3 procent. Bebyggelsen i området täcker en yta av 1,17 kvadratkilometer eller 2 procent av avrinningsområdet.